# Meester van de Johannesmartelingen
De Meester van de Johannesmartelingen is een noodnaam voor een kunstschilder  uit Antwerpen die tussen 1515 en 1535 actief was. In het werk van deze meester nadert het Antwerps maniërisme stilaan zijn einde. De gezochtheid en extravagantie in de werken van deze meester staat los van elke realiteit.
Hij kreeg zijn naam van Max Jakob Friedländer in 1933. Friedländer baseerde zich op twee panelen met enerzijds de marteling van Johannes de Evangelist uit het Louvre in Parijs en anderzijds de marteling van Johannes de Doper toen uit de verzameling Howorth in Londen, nu in een Italiaanse privéverzameling. Aan deze basisselectie voegde hij nog drie werken toe.

## Weblinks
(nl)  Biografische gegevens op RKD-Nederlands Instituut voor Kunstgeschiedenis.